# 박청삼
박청삼(1946년 11월 9일 ~ )은 대한민국의 유도 선수이다. 그는 1964년 하계 올림픽 남자 경량급 경기에 출전했었다.